# Earina autumnalis

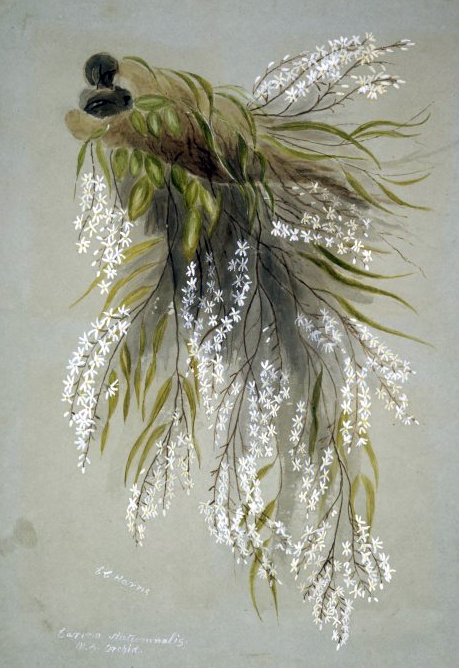
Vista de la planta

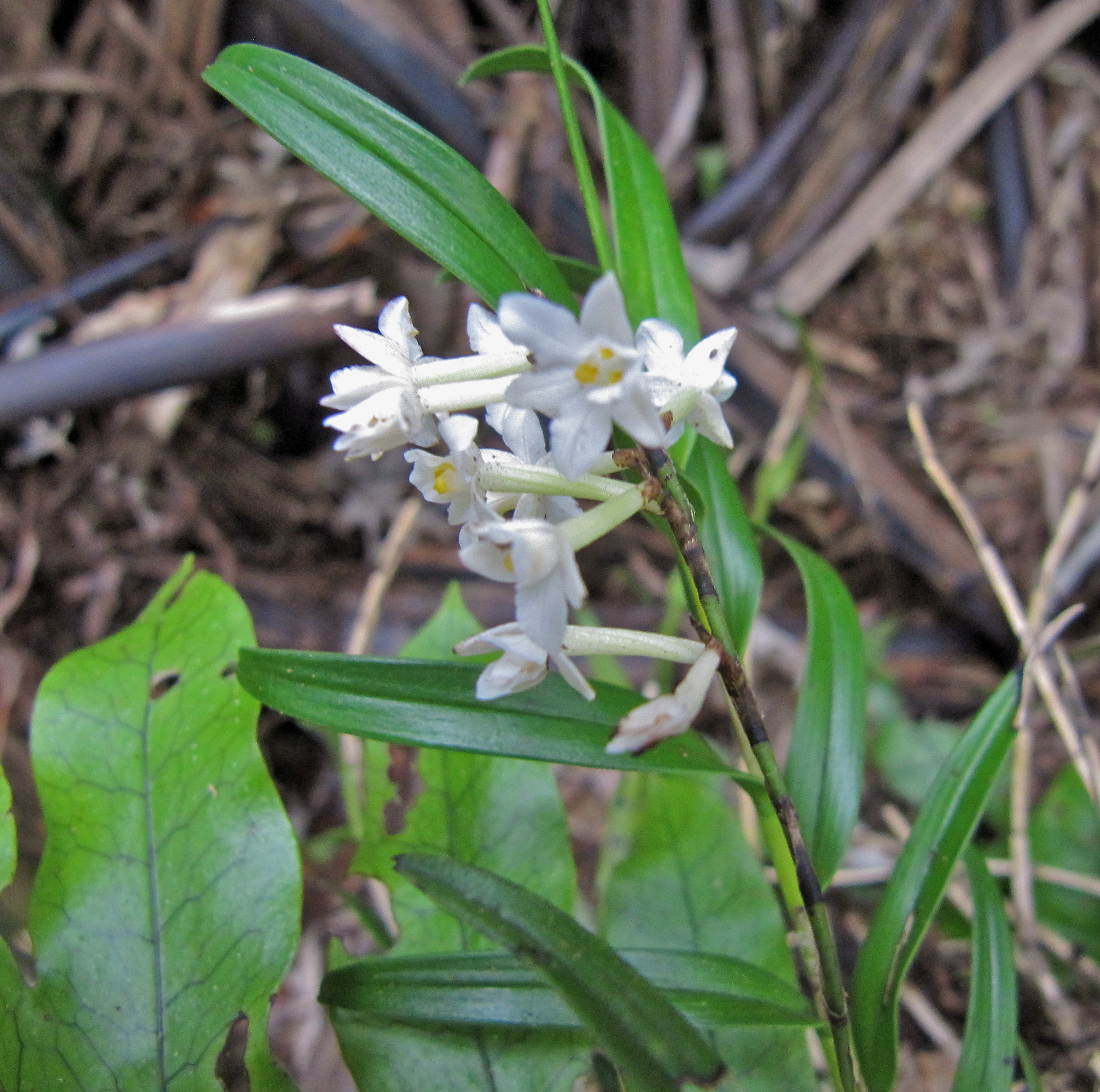
En Karioi

Earina autumnalis es una especie de orquídea originaria de Nueva Zelanda (Isla Norte e isla Sur, así como la isla Chatham).

## Descripción
Es una orquídea erecta de tamaño grande, de hábito creciente epífita, litofita o terrestre con  tallos erectos que llevan hojas rígidas, de color verde oscuro brillante, más anchas cerca de la base, estrechándose hacia la punta. Florece en el otoño en una inflorescencia péndula con vértices hacia arriba,de 10 cm de largo, paniculada, con 3 a 40 flores muy fragantes.

## Distribución y hábitat
Se encuentra en Nueva Zelanda y las Islas Chatham en las tierras bajas hasta bosques montanos en los troncos y ramas y de vez en cuando se ve en las rocas y los bancos de arena.

## Taxonomía
Earina aestivalis fue descrita por (G.Forst.) Hook.f. y publicado en Flora of New Zealand 1: 239. 1852.
Sinonimia
- Epidendrum autumnale G.Forst.
- Cymbidium autumnale (G.Forst.) Sw.
- Malaxis autumnalis (G.Forst.) Spreng.
- Earina suaveolens Lindl.
- Earina alba Colenso[4][5]